# El Lago (Teksas)
El Lago je grad u američkoj saveznoj državi Teksas. Prema popisu stanovništva iz 2010. u njemu je živjelo 2.706 stanovnika.